# 藤田大五郎
藤田 大五郎（ふじた だいごろう、1915年（大正4年）11月30日 - 2008年（平成20年）11月15日）は、日本の能楽師（一噌流笛方）。
東京都台東区出身。日本芸術院会員。人間国宝。元徳島文理大学音楽学部客員教授。元東京芸術大学講師。

## 生涯
東京府東京市下谷区（現・東京都台東区）上野に生まれる。藤田家は加賀藩に仕える笛方の家系で、父は藤田多賀蔵。12代である一噌又六郎に師事し、1929年（昭和4年）に初舞台を踏んだ。
1944年（昭和19年）に東京音楽学校の教務嘱託となったが、直後に軍に召集され兵役を務めた。復員後は舞台に復帰するとともに、週一回のペースで東京芸大の非常勤講師として学生の指導に当たった。
これまでに「松風」で芸術祭優秀賞、1971年（昭和46年）の「鷺」で同大賞を受賞した。
1976年（昭和51年）には紫綬褒章を受章し、1981年（昭和56年）には重要無形文化財「能囃子方笛」の保持者に各個認定され、人間国宝となった。
1987年（昭和62年）に勲三等瑞宝章を受章し、1986年（昭和61年）に日本芸術院会員、2005年（平成17年）に文化功労者にそれぞれ選ばれた。日本能楽会理事、東京芸術大学講師なども務めている。
2008年（平成20年）11月15日、老衰のため自宅にて死去92歳没 。

## 作品

### 映像作品
能楽名演集1（NHKエンタープライズ、以下同）
- 観世流「井筒」観世寿夫 宝生閑 藤田大五郎 大倉長十郎 瀬尾乃武

能楽名演集2
- 宝生流「羽衣」野口兼資／「綾鼓」高橋進 近藤乾之助 森茂好 野村万作 藤田大五郎 大倉長十郎 安福春雄 観世元信
- 喜多流「通小町」後藤得三 粟谷新太郎 松本謙三 藤田大五郎 幸祥光 安福春雄／「鶴（新作能）」喜多実 塩津哲生 藤田大五郎 穂高光晴 安福春雄 金春惣右衛門

能楽名演集3
- 能 観世流『卒都婆小町』梅若六郎 松本謙三 宝生彰彦 藤田大五郎 北村一郎 亀井俊雄／半能『松虫』梅若六郎 豊嶋十郎 藤田大五郎 北村一郎 安福春雄

特選 NHK能楽鑑賞会
- 宝生流「綾鼓」松本恵雄 大坪喜美雄 鏑木岑男 野村万作 藤田大五郎 幸昭弘 亀井忠雄 観世元信
- 「一調独吟一管集」／一管『獅子』藤田大五郎